# 840
- Wikisource

| Calendário gregoriano                                                        | 840 DCCCXL                                            |
| Ab urbe condita                                                              | 1593                                                  |
| Calendário arménio                                                           | 289 – 290                                             |
| Calendário bahá'í                                                            | -1004 – -1003                                         |
| Calendário budista                                                           | 1384                                                  |
| Calendário chinês                                                            | 3536 – 3537 Início a 8 de fevereiro (aproximadamente) |
| Calendário copta                                                             | 556 – 557                                             |
| Calendário etíope                                                            | 832 – 833                                             |
| Calendários hindus - Vikram Samvat - Calendário nacional indiano - Cáli Iuga | 895 – 896 761 – 762 3940 – 3941                       |
| Calendário Holoceno                                                          | 10840                                                 |
| Calendário islâmico                                                          | 225 – 226                                             |
| Calendário judaico                                                           | 4600 – 4601                                           |
| Calendário persa                                                             | 218 – 219                                             |
| Calendário rúnico                                                            | 1090                                                  |
| Calendário solar tailandês                                                   | 1383                                                  |

840 (DCCCXL, na numeração romana) foi um ano bissexto do século IX que começou numa quinta-feira, segundo o calendário juliano. A terça-feira de Carnaval ocorreu a 10 de fevereiro e o domingo de Páscoa a 28 de março. Segundo o horóscopo chinês, foi o ano do Macaco, começando a 8 de fevereiro (aproximadamente).
| Ano completo                       |
| ---------------------------------- |
| Ano bissexto com início ao domingo |

## Nascimentos
- Etelredo de Wessex, Ethelred of Wessex ou Æþelræd ōf Ƿęsēx,rei da Inglaterra (m. 871)
- 19 de Janeiro - Miguel III, o Ébrio, imperador bizantino (m. 867)

## Mortes
- Junna, 53º imperador do Japão.
- Luís I, o Piedoso.